# Mitsubishi T-2
Il Mitsubishi T-2 è un aereo da addestramento avanzato supersonico giapponese in servizio dagli anni settanta.
Concepito a seguito di una specifica del 1966 per sostituire Lockheed T-33 Shooting Star ed North American F-86 Sabre, nella configurazione monoposto derivata è divenuto un vero e proprio cacciabombardiere tattico, denominato Mitsubishi F-1.

## Storia del progetto
Il bireattore della Mitsubishi ha origini da un requisito per un aereo d'addestramento avanzato, ma la constatazione dei costi relativi a un velivolo supersonico e le possibilità insite in tale cellula hanno presto consigliato di realizzare anche un modello monoposto da combattimento.
Differentemente dagli aerei da combattimento di prima linea e similmente ai jet da addestramento, è stata pensata prima la versione biposto, poi ne è stata estrapolato il monoposto da combattimento.
I comandi di volo e l'elettronica di missione sono particolarmente avanzati e permettono di migliorare le caratteristiche generali del velivolo.
Il raggio d'azione e il carico bellico non sono tra i migliori della classe, ma la capacità di portare come dotazione standard un radar e un missile antinave sono un deciso motivo d'interesse.
A seguito della richiesta da parte delle forze aeree di autodifesa riguardante un aereo capace di sostituire gli obsoleti T-33, varie proposte vennero presentate, con la vittoria abbastanza scontata della Mitsubishi e del suo progetto T-X, realizzato come mock-up nel 1969, mentre l'anno successivo veniva siglato il contratto per due prototipi.
Il primo volo avvenne nel 1971 e il progetto fu valutato con un intenso programma di prove in volo, mentre però il costo unitario si saliva dal già elevato valore di 3,5 milioni di dollari a 5 ed oltre, oltrepassando il costo di un Phantom (costo di acquisizione unitario, non certo di gestione) e suscitando aspre critiche per la gestione del progetto e la sua stessa natura autarchica (limitata, come si vedrà in seguito).
Il velivolo passò con successo le varie prove, superando nel novembre del 1971 il muro del suono, ma la lentezza del processo decisionale tra le entità preposte portò via molto tempo, tanto che i primi aerei, che vennero consegnati nel 1972, terminarono il programma sperimentale solo tre anni dopo, e a quel punto venne dato il via all'ordine per T-2 e T-2A, modello armato del precedente, per un totale complessivo di 96 esemplari prodotti.
Nel frattempo, proseguivano i lavori di sviluppo del modello monoposto da attacco F-1, derivato dal T-2 per varie ragioni, tra cui le ottime prestazioni riscontrate. Il contratto di produzione previde due prototipi iniziali, che vennero ordinati nel 1972 e consegnati nel luglio ed agosto del 1975. Inizialmente designato T-2KAI, il nuovo Mitsubishi F-1 venne ordinato tra il 1976 e il 1980 in un totale di 77 macchine, ottimizzate per l'attacco al suolo e, soprattutto, navale.

## Tecnica

### Struttura
Si tratta di un velivolo monoplano, bireattore, supersonico, con un'ala alta e carrello d'atterraggio triciclo anteriore, deriva unica e piani di coda ed ali con elevato diedro negativo.
La fusoliera è costruita in alluminio per il 90% del peso, con una costruzione monoscocca convenzionale, ma esistono anche parti in titanio, specialmente nella zona di scarico dei motori.
L'ala è in posizione alta, monoplana e a sbalzo (ossia senza montanti o supporti esterni) con angolo a freccia composita di 68 gradi alla radice, 4,665 di spessore e un marcato angolo di diedro negativo di ben 9 gradi. È costituita da leghe di alluminio, allestite con una scatola di torsione multilongherone formata da pannelli fresati, possiede slat sul bordo d'entrata (realizzati in una struttura a nido d'ape) e un "dente di sega", mentre nel bordo d'uscita gli ipersostentatori occupano il 70% della lunghezza; essi sono, come gli slat, azionati da attuatori elettrici. Non sono presenti alettoni di tipo convenzionale, ma spoiler, o attuatori, sul dorso alare, una coppia per ala con azionamento idraulico.
Gli impennaggi di coda hanno una struttura in un solo pezzo, interamente mobili, con un angolo di diedro di ben 15 gradi, e sono parzialmente realizzati in titanio per resistere alle elevate temperature degli scarichi, specie quando è azionato il postbruciatore.
L'abitacolo, sistemato come al solito nella parte anteriore del velivolo, ha una posizione notevolmente sopraelevata rispetto al corpo centrale della fusoliera grazie ad una elegante struttura arcuata di tipico disegno giapponese (il Jaguar ha una struttura molto più squadrata), dispone di seggiolini eiettabili "zero-zero" ES-7 Weber.
Il seggiolino posteriore è rialzato di 28 cm rispetto all'altro per consentire una maggiore visibilità verso il muso, di per sé molto snello, quasi appuntito e tendente verso il basso.

### Motore

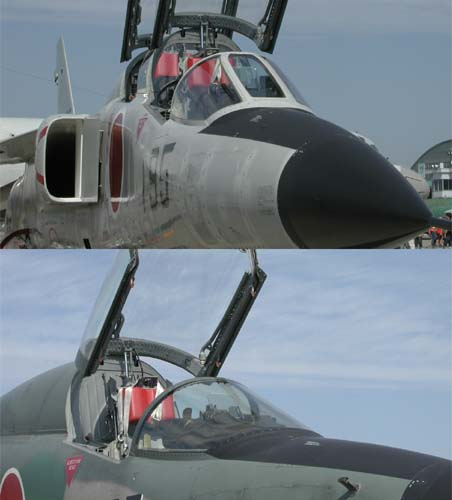
Il tettuccio del T-2 (in alto) e dell'F-1.

I motori sono due turbofan Rolls-Royce Turbomeca Adour, prodotti su licenza come TF-40. Sono sistemati nella parte posteriore della fusoliera, accoppiati in una struttura compatta con scarichi sotto la trave di coda, e per l'alimentazione dispongono di prese d'aria fisse (ai lati della fusoliera) e di 7 serbatoi, tutti nella fusoliera, per complessivi 3.823 litri. Sono disponibili attacchi per tre ulteriori serbatoi sotto le ali e la fusoliera, da 833 litri l'uno.

### Avionica e armamento
Sono presenti un radar di ricerca e tiro, un TACAN, un HUD della Thomson-CSF (prodotto su licenza), due elettro generatori da 15 kVA, due radio HUF ed un apparato IFF.
Il modello T-2A ha un armamento interno costituito da un cannone M61 Vulcan da 20 mm e la predisposizione per due missili AIM-9 Sidewinder alla rotaie poste all'estremità dell'ala, oltre a 5 punti d'aggancio sotto le ali e uno sotto la fusoliera.
Il Mitsubishi F-1 ha un sistema avionico più complesso, ovviamente, con lo spazio del secondo posto occupato dall'avionica di missione che comprende un radar multifunzione, l'HUD ed un computer balistico, integrati nel sistema d'arma J/AWG-12, mentre il sistema di navigazione è il Ferranti 6TNJ. Per completare la dotazione avionica bisogna citare anche un radioaltimetro, un sistema di controllo dei missili ASM-1 o 2, un ricevitore RWR molto sofisticato, l'APR-4, operante tra gli 1 e i 18 Gzh, e un pod ECM esterno, eventualmente trasportabile sotto un pilone alare.

## Impiego operativo
Dopo un lungo dibattito sul se e quanto puntare sulla macchina in questione, il T-2/F-1 è entrato in linea all'inizio degli anni ottanta, con le consegne rapidamente effettuate ai reparti aerei da addestramento e attacco, e il conseguente pensionamento della maggior parte dei T-33 e degli ultimi F-86.
Il compito principale del monoposto è quello dell'attacco antinave, ma anche azioni di supporto aerotattico e difesa aerea limitata, eseguibili grazie al carico massimo di 12 bombe da 227 kg e a prestazioni supersoniche.
L'aereo è stato aggiornato in diverse componenti, in attesa del Mitsubishi F-2, che è una sorta di clone dell'F-16 (e molto più costoso).
Il missile antinave ASM-1 merita una menzione, con la sua guida radar attiva e la gittata di circa 50 o più chilometri e un peso al lancio di 61 0 kg ha rappresentato un efficace deterrente contro la flotta sovietica e cinese, e dopo alcuni anni è entrato in linea anche l'ASM-2 con autoguida ad infrarossi e quindi minori possibilità di essere scoperto nella fase finale dell'attacco, mentre la gittata è giunta a oltre 100 km. Solo la ridotta autonomia della piattaforma, capace di circa 320 km di raggio d'azione con il massimo carico, limita l'efficacia del sistema d'arma. Usualmente due missili sotto le ali sono il carico trasportato, e la mancanza di rifornimento in volo rende tale problema insuperabile. D'altro canto, il Giappone è limitato dalla politica difensiva posta nel dopoguerra per arginare le spinte imperialistiche ed aggressive mostrate nei decenni precedenti, e il Mitsubishi F-1 è abbastanza buono per il compito della difesa dell'arcipelago senza per questo preoccupare i confinanti.
Il T-2 invece ha doti acrobatiche sufficienti per equipaggiare la pattuglia acrobatica giapponese, i Blue Impulse, dagli inizi degli anni ottanta, e per questo è certamente il più conosciuto dei due "fratelli" di questa famiglia.
È stato ritirato dal servizio nel marzo 2006.

## Utilizzatori
Giappone
- Kōkū Jieitai

96 T-2 in servizio dal 1975 al 2006.

### Periodici
- (EN) Jon Lake, Mitsubishi T-2: Supersonic Samurai, in World Airpower Journal, Volume 18, AIRtime Publishing, Autumn/Fall 1994,  pp. 136-147, ISSN 0959-7050 (WC · ACNP).
- (EN) Eiichiro Sekigawa, Mitsubishi's Sabre Successor, in Air International, Vol. 18, No. 3, Bromley, UK, Fine Scroll, marzo 1980,  pp. 117-121, 130-131, ISSN 0306-5634 (WC · ACNP).